# Cordilura albofasciata
Cordilura albofasciata är en tvåvingeart som först beskrevs av Gimmerthal 1846.  Cordilura albofasciata ingår i släktet Cordilura och familjen kolvflugor. Inga underarter finns listade i Catalogue of Life.